# 中央审计委员会
中央审计委员会，是中共中央议事协调机构，负责审计工作。

## 沿革
2018年3月中共中央印发的《深化党和国家机构改革方案》称，“组建中央审计委员会。为加强党中央对审计工作的领导，构建集中统一、全面覆盖、权威高效的审计监督体系，更好发挥审计监督作用，组建中央审计委员会，作为党中央决策议事协调机构。”

## 职责
2018年《深化党和国家机构改革方案》称，中央审计委员会“主要职责是，研究提出并组织实施在审计领域坚持党的领导、加强党的建设方针政策，审议审计监督重大政策和改革方案，审议年度中央预算执行和其他财政支出情况审计报告，审议决策审计监督其他重大事项等。”

## 组成人员
| 主任 - 习近平（2018年—） | 副主任 - 李克强（2018年—2023年） - 赵乐际（2018年—2023年） - 李强（2023年—） - 李希（2023年—） |

## 办事机构
2018年《深化党和国家机构改革方案》称，“中央审计委员会办公室设在审计署。”办公室主任由审计署审计长兼任。